# Argyrosomus coronus
Argyrosomus coronus es una especie de pez de la familia Sciaenidae en el orden de los Perciformes.

## Morfología
Los machos pueden llegar alcanzar los 200 cm de longitud total y 77 kg de peso.
Número de  vértebras: 25.

## Hábitat
Es un pez  de clima tropical y bentopelágico que vive hasta 100 m de profundidad

## Distribución geográfica
Se encuentra en el  Atlántico suroriental: desde Sudáfrica hasta Angola.

## Observaciones
Es inofensivo para los humanos.